# Ilma Urrutia
Ilma Julieta Urrutia Chang (Jutiapa, 9 de julho de 1962) é uma rainha de beleza da Guatemala que venceu o Miss Internacional 1984.
Ela foi a primeira e até 2020 a única de seu país a conquistar esta coroa.

## Biografia
Ilma nasceu em Jutiapa, mas depois sua família foi viver perto de Asunción Mita. Aos 15 anos, ela se mudou com a família para a capital da Guatemala, onde estudou no Colégio Lehnsen. Depois estudou Direito na Universidad Rafael Landívar.
É casada com Mariano Vadillo e tem filhos, dentre eles Laura Maria Vadillo Urrutia, que representou a Guatemala no Miss Internacional 2016.

## Participação em concursos de beleza

### Reinado Internacional do Café 1982
Ilma começou nos concursos de beleza participando do Reinado Internacional del Café (Reinado Internacional do Café), na Colômbia, onde ficou em 3º lugar.

### Miss Guatemala 1984
Foi eleita Miss Guatemala (Señorita Guatemala) em 30 de maio de 1984 com 21 anos de idade.

### Miss Universo 1984
Em Julho de 1984, Ilma participou do Miss Universo 1984, onde foi Top 10. "Da noite para o dia, virei uma pessoa famosa. Todas as pessoas sabiam meu nome e me paravam para conversar, perguntando-me como era ser uma das 10 mulheres mais bonitas", disse numa entrevista.
Em sua volta para a Guatemala, foi recebida com honras após seu feito, sendo levada do aeroporto ao Palácio Nacional, onde foi recebida pelo ministro das Relações Exteriores, Fernando Andrade. No trajeto, um numeroso público a saudou.

### Miss Internacional 1984
Em Yokohama, Japão, em 30 de novembro de 1984, Ilma venceu outras 45 concorrentes e levou a coroa de Miss Internacional 1984.
Segundo o Prensa Libre, ela teria dito numa entrevista para a Revista Amiga, que desde pequena sempre gostou dos concursos de beleza e que aos 21 se sentiu preparada para participar, contando sempre com apoio de sua família.

## Vida pós-concursos
Ilma se casou com Mariano Vadillo com quem tem filhos, mas depois se retirou do foco público. "Pouco se sabe dela depois dos concursos", escreveu o Prensa Libre em julho de 2017.

## Curiosidade
Sua filha Laura Maria Vadillo Urrutia representou a Guatemala no Miss Internacional 2016.